# Pacific Fighters
Pacific Fighters (em português: "Guerreiros do Pacífico") é um jogo de simulador de combate aéreo da Segunda Guerra Mundial para computadores. É jogado online (Esquadrões on-line), utilizando um endereço IP padrão ou um servidor de cliente, como "hyperlobby" regularmente mas pode ser jogado offline também. A última versão corresponde à IL-2 Sturmovik: 1946, desenvolvido pela 1C: Maddox Games e distribuído pela Ubisoft em 2006.
O jogo dá ao jogador a opção de jogar com 74 aeronaves, incluindo variantes. Há dois tipos de missões que podem ser percorridas, os"duelos" e os "modos de campanha cooperativa". Em qualquer tipo, o jogador pode jogar como Aliados ou Forças do Eixo, e o tipo de aeronave geralmente depende da missão escolhida. O jogo também possui um editor de missões, permitindo que o jogador crie suas próprias missões.